# Шварц, Натали
Натали Шварц (нем. Nathalie Schwarz, род. 29 июля 1993 года, Линц) — австрийская лыжница, участница Олимпийских игр в Сочи. Дочь лыжника, участника Олимпийских игр 1988 и 1992 года Алоиса Шварца.
В девятилетнем возрасте Натали вместе с родителями попала в автокатастрофу, в которой погиб её отец, а она с матерью получила серьёзные травмы.
В Кубке мира Шварц дебютировала 11 января 2014 года, свои первые очки в зачёт Кубка мира завоевала через неделю, заняв 23-е место в гонке с общего старта на 10 км. По состоянию на 12 марта 2014 года в общем зачёте своего дебютного Кубка мира Шварц идёт на 104-й позиции.
На Олимпийских играх 2014 года в Сочи, приняла участие в трёх гонках: 10 км классическим стилем — 38-е место, эстафета — 13-е место и спринт — 53-е место.
За свою карьеру в чемпионатах мира пока не участвовала. На юниорских и молодёжных чемпионатах мира в личных гонках не поднималась выше 8-го места.